# Maláj bakcsó
A maláj bakcsó (Gorsachius melanolophus) a madarak (Aves) osztályának a gödényalakúak (Pelecaniformes) rendjébe, ezen belül a gémfélék (Ardeidae) családjába és a gémformák (Ardeinae) alcsaládjába tartozó faj.
A magyar név forrással nincs megerősítve, lehet hogy az angol név tükörfordítása (Malayan Night Heron)

## Előfordulása
Banglades, Brunei, Kambodzsa, Kína, India, Indonézia, Japán, Laosz, Malajzia, Mianmar, Nepál, a Fülöp-szigetek, Szingapúr, Srí Lanka, Tajvan, Thaiföld és Vietnám területén honos. Kóborlásai során eljuthat a Karácsony-szigetre és Palauba.

## Megjelenése
Testhossza 47 centiméter.

## Életmódja
Éjszakai madár, és erdőkben él.